# Jacques Rouchouse
Pour les articles homonymes, voir Rouchouse.
Jacques Rouchouse, né le 13 avril 1946 à Lyon et mort le 4 septembre 2024 à Avignon, est un essayiste et critique musical français.
Producteur de nombreuses émissions musicales radiophoniques, il est un des plus ardents promoteurs de l'opérette en France, notamment par ses écrits plusieurs fois primés (Grand prix de littérature musicale de l'Académie Charles-Cros en 1995).

## Biographie
Jacques Rouchouse a pris goût dès son plus jeune âge à la « grande musique » et en particulier à l’art lyrique en écoutant à la radio les émissions de Dominique Plessis, Henry Jacqueton, et Pierre Hiegel. Il assiste à son premier spectacle lyrique, le 7 février 1960 : l’opérette La Fille du tambour-major de Jacques Offenbach, à la Maison du Peuple de Pierre-Bénite (dans la banlieue lyonnaise) à l'occasion du gala annuel de la « Société Musicale L'Abeille », ce qui va marquer sa vie à jamais et le conduire à devenir « un des meilleurs spécialistes du genre ». Il découvre le monde de l’Opéra, en 1961, avec notamment Carmen de Georges Bizet, grâce aux représentations consacrées aux « scolaires » par Paul Camerlo, le directeur de l'Opéra de Lyon de l’époque.
Jacques Rouchouse monte à Paris, le 13 mars 1973, fait la connaissance de l’homme de théâtre et producteur de radio Roger Pillaudin, lequel l’engage à l’ORTF de l’époque (en tant qu’assistant de production), pour l’émission Dialogues de France-Culture — de mars 1973 à octobre 1984.
En 1979, Rouchouse propose un projet d’émissions lyriques au directeur de France-Culture, Yves Jaigu, lequel l'invite à produire de grandes séries radiophoniques, telle L’opérette c’est la fête (de 1981 à 1988). Jacques Rouchouse collabore à l’émission Le Grand Débat, d'octobre 1984 à juin 1989, de Jacques Julliard, lequel reconnaît en Rouchouse une véritable « vocation » de l'opérette, et travaille aussi pour d’autres producteurs : Claude-Jean Philippe, Serge Daney, Laure Adler, Lucien Attoun et Jean Couturier.
Avec sa passion pour le détail et sa capacité de recréer le contexte, Jacques Rouchouse acquiert une érudition de premier plan, les Presses universitaires de France lui demandent de rédiger le nouveau « Que sais-je ? » sur l'opérette. Jacques Rouchouse a consacré une monographie à Hervé (Florimond Ronger, dit) qui tient compte de ses œuvres et interprètes, mettant de l'avant le contexte théâtral à partir des journaux de l'époque.
Ses ouvrages sur l’opérette font référence par leur grande érudition et aussi leur compréhension du contexte historique et des enjeux esthétiques, alors qu'ils sont l’occasion d’une  « chronique de la société française et surtout du milieu artistique parisien ». Au terme de ce travail, c’est tout le genre musical de l'opérette qui apparaît d’une ampleur insoupçonnée : « À plonger ainsi dans ce monde — parallèle, — ce demi-monde qui fascinait le grand, c'est presque une civilisation que l'on découvre. »
À la demande de Jacques Rouchouse, par considération pour l'opérette française, de grandes vedettes internationales de l'opéra (Christa Ludwig, Nicolaï Gedda, Ernest Blanc, Gabriel Bacquier, Mady Mesplé, Christiane Eda-Pierre, Teresa Berganza, Jacques Jansen, Gino Quilico) ont bien voulu enregistrer des airs en français.
Membre de l'Académie de Vaucluse, conférencier et médiateur culturel, il passe la fin de sa vie à Lauris, le village natal, dans le Vaucluse, du compositeur et hautboïste Joseph-François Garnier, dont il a écrit la biographie.
Jacques Rouchouse meurt à Lauris le 4 septembre 2024,, âgé de 78 ans.

## Publications et réalisations

### Ouvrages
- 1994 : Hervé, le père de l’opérette - 50 ans de Folies Parisiennes, préface de Jacques Martin. Éditions Michel de Maule  (ISBN 2-87623-033-X). Réédition coll. « Grand caractère », Éditions TUM, 2000, 504 p.
- 1999 : L’Opérette, Presses universitaires de France, coll. "Que sais-je ?" no 1006  (ISBN 2-13-050073 0).
- 2003 : Le Mystère des Garnier, ou l'aventure extraordinaire de trois provençaux, hautboïstes à l'Opéra de Paris, à la fin du XVIIIe siècle, Éditions du Luberon, Lauris  (ISBN 2-912097-37-1). [Biographie du compositeur Joseph-François Garnier, premier Professeur de hautbois au Conservatoire de Musique à Paris, en 1795]. Le Centre National du Livre (CNL) a attribué une bourse d'écriture à Jacques Rouchouse  pour la réalisation de cet ouvrage.
- 2013 : オペレッタ. Traduction par Victoria Tomoko Okada de L’Opérette dans la coll. « Que sais-je ? » en japonais, édition augmentée. Tokyo : Hakusuisha Editor, 2013, 178 p.  (ISBN 978-4-56050984-5)

### Préfaces
- 2013 : préface (p. 13-17) in David Grandis, À la recherche du chant perdu : l'âge d'or de la R.T.L.N (Réunion des théâtres lyriques nationaux), préfaces de Claude-Pascal Perna et Jacques Rouchouse, MJW Fédition, Paris, 2013, 205 p.  (ISBN 979-10-90590-15-1)
- 2000 : préface in Jean-Yves Patte (dir.), La gloire de l'Opérette 1922-1937, Frémeaux & Associés, 2 x CD, compilation avec livret de 40 p. fran. et angl., 2000, FA 189.

### Articles et programmes
- 1981 : « Offenbach et les dentelles de la guerre », SPIRALES, Journal International de Culture, Paris et Milan, no 4, Mai 1981, pp. 44 et 45.
- 1982 : « L’Opérette », Dictionnaire Larousse de la musique. Larousse, Paris,  (ISBN 2-03-511304-0)
- 1982 : « Franz Lehar, une vie tourmentée », L'Avant-Scène Opéra Opérette Musique, no 45, novembre 1982, p. 24-31.
- 1983 : « Johann Strauss, une vie d'artiste », L'Avant-Scène Opéra Opérette Musique, no 49, février 1983, p. 10-19.
- 1984 : « Les trois dernières grandes Périchole », L'Avant-Scène Opéra Opérette, no 66, août 1984, p. 98-100.

- Outre ses collaborations à l’Avant-Scène, Lyrica, Opéra International, Opéra pour tous et Compact-Magazine, il rédige des programmes de théâtres : Théâtre National de l'Opéra de Paris, Opéra d’Avignon, de Saint-Étienne, d’Arras, Opéra-Comique de Paris, Revue de l’Opéra de Paris, Théâtre du Châtelet, Théâtre des Champs-Élysées, Théâtre des Bouffes Parisiens, Orchestre des Concerts Lamoureux.
- Textes pour coffrets de disques : Pathé-Marconi (EMI), Sélection du Reader’s Digest, B-M-G, La Péniche-Opéra.
- Préface du coffret La gloire de l'opérette, double CD chez Frémeaux & Associés, en 2000.
- Programmes du Châtelet, théâtre musical de Paris, concernant l’opérette Véronique, ainsi que la zarzuela La Generala, en 2008.

### Réalisateur de disques
- 1986 : l’Opérette, c’est la Fête, CD Radio France (ADD 21 1750 HM CD 65).
- 1999 : l’Opérette en Folie, double CD pour Radio France Internationale.

## Productions radiophoniques

### Sur France Culture
- Opéra, opérettes, ou quand les chanteurs d'opéra rendent hommage à l'opérette, 1979. Airs d'opérettes et entretiens avec les grands artistes lyriques de l'après-guerre. Diffusions du 13 au 24 août 1979.
- Dix heures pour Offenbach, 1980, à l'occasion du 100e anniversaire de la mort du compositeur (5 octobre 1880). Entretiens et airs et documents. Diffusions du 4 au 15 août 1980.
- L’Opérette, c’est la fête[10] — de 1981 à 1988 — dont Arletty, Elisabeth Schwarzkopf et aussi Gabriel Bacquier, acceptent de dire le générique. Entretiens, airs et documents, chaque année en août de 1981 à 1988 (L'opérette française et viennoise).
- Le tour de France de l'opérette, 1986-1988, airs d'opérettes et rencontres avec les « grands témoins » en province : en 1986 à Reims, Bordeaux, Avignon, Rouen, Toulon. En 1987 à Lyon, Tours, Nancy, Nantes et Lille. En 1988 à Carpentras, Saint Céré, Lamalou, Marseilles, Toulouse et Vichy.
- Hommage à Dranem, 1986, à l'occasion du 50e anniversaire de la mort de l'artiste (le 13 octobre 1935), Jacques Rouchouse se rend avec Jean Sablon, Davia, Fanély Revoil et René Lestelly à la Maison de retraite des  Vieux Comédiens qu'il a fondée à Ris-Orangis. Airs d'opérettes et entretiens, avec également Arletty interviewée à Paris. Diffusion le 1er janvier 1986.
- Les groupies de l’opérette, 1985-86, entretiens sur l'opérette — avec des personnalités inattendues ici — telles que Georges Vedel (ancien président du Conseil Constitutionnel), l'historien Pierre Chaunu, le général Georges Buis, le professeur Jean-Paul Escande, Roland Dumas, Maurice Schumann, Gaston Defferre...
- Airs à boire et à manger, 1985-86.

Outre Arletty et Elisabeth Schwarzkopf, les plus prestigieux artistes participeront aux émissions de Jacques Rouchouse, tels le compositeur Henri Sauguet, les chefs d'orchestre Willi Boskovsky, Igor Markevitch, Lorin Maazel, Georges Prêtre, les chanteurs Teresa Berganza, Joan Sutherland, Nicolaï Gedda, Rita Streich, Christa Ludwig, Gabriel Bacquier, Georges Thill, Régine Crespin, Jacques Jansen, Mady Mesplé, Alain Vanzo, Robert Massard, Michel Dens, Michel Sénéchal, Ernest Blanc, des comédiens aussi tel Maurice Baquet, Pierre Bertin, Rellys, Andrex, Charpini...
Une rencontre particulièrement mémorable avec « La Stupenda », la cantatrice  Joan Sutherland et son mari, le chef d'orchestre Richard Bonynge, a été mise en ligne en 2020 dans  Les Trésors de France Musique : Une archive de 1986. Jacques Rouchouse avait rencontré la cantatrice et son mari  à Rome. Diffusion initiale « L'Opérette, c'est la fête », les 20 et 21 août 1986 sur France Culture.

### Autres radios
- France Musique : "Les nuits de France Musique : Les nuits Offenbach" – "Opérette, où as-tu la tête ?" 1987, générique dit par Suzy Delair.
- Radio France Outre-Mer : "Histoires d’O...pérettes" 1988.
- Radios locales de Radio France : "L’Opérette bat la campagne" : 30 épisodes à l'initiative de Jacques Santamaria, dont Rouchouse est l’auteur et Jacques Martin le narrateur. (1990, rediffusions en 1991 et 1998 par Radio Bleue).
- France Inter : "L’Opérette, c’est la fête" (juillet/août 1995 et 1996) – "L’été Offenbach" (juillet 1997) – "L’été Viennois" (août 1998) (en remplacement - avec son accord - de Frédéric Lodéon).
- Radio Bleue : "De l’Opérette à l’Opéra" (1997 à 1999) – "Les rendez-vous de l’Opérette” (été 1999) – "La note lyrique" (de 1999 à 2000).

En outre d'avoir été le collaborateur de Roger Pillaudin sur l’émission T.V. "L’homme en question" sur FR3 en 1977 et 1978 (premier invité : Marcel Jouhandeau), Jacques Rouchouse a été invité à diverses émissions à titre d'ambassadeur de l'opérette, telle "Ca se discute" de Jean-Luc Delarue sur Antenne 2 (T.V.), le 19 décembre 1995 où il aura plus d'une heure pour défendre sa cause : « L' Opérette peut-elle redevenir à la mode ? » Émissions de Gaëlle Le Gallic, Benoît Duteurtre (France Musique) – Roland Dhordain, Frédéric Lodéon, Claude Villers, Louis Bozon, Albert Algoult (France Inter) – Martin Penet, Marc Voinchet, Jean Lebrun, Michel Bidlowsky, Alain Veinstein   (France Culture), André Chanu (Fréquence Protestante), Antoine Livio (Radio Suisse Romande, SSR), François-Régis Barbry "La mémoire en chantant" (France Culture).

### Organisateur de concerts
- Les lauriers de l’opérette, à Lauris (Vaucluse) d'août 1989 à août 2000.

## Prix, distinctions et jurys

### Prix
- 1994 :  Prix Thyde Monnier de la Société des gens de lettres de France.
- 1995 :  Grand Prix de Littérature Musicale de l’Académie Charles-Cros.

(il est à noter que ces deux prix prestigieux ont été attribués au même ouvrage: Hervé, le père de l'opérette)

### Distinctions
- Jacques Rouchouse est sociétaire de la Société des gens de lettres (SGL) et de la Société civile des auteurs multimédia (SCAM) — Médaille d' Honneur de la ville de Pierre-Bénite (Rhône) le 4 juin 1987 — Médaille d' Honneur de la ville de Lauris (Vaucluse) le 20 août 1993 — Membre de l’Académie de Vaucluse[11] où il a été élu le 4 avril 2007.

### Jurys
Jacques Rouchouse a été membre de plusieurs jurys de concours lyriques :
- Concours des voix d’or Francis Cover (en 1982, 1983, 1984, et 1986), sous la présidence du compositeur Henri Sauget, avec des personnalités telles que Nicole Broissin, Berthe Monmart, Jacques Doucet, Gérard Chapuis, René Terrasson, Louis Erlo, Paul Ethuin...
- Concours National d'art lyrique d'Alès (de 1991 à 2000) auprès de Robert Massard, Charles Burles, Albert Lance, René Bianco, Paul Finel, Adrien Legros, Nicole Broissin, Pierre Le Hemonet, Raymond Duffaut, Gérard Serkoyan, Ginès Sirera... Sous la présidence de la cantatrice Andréa Guiot.
- Concours International Offenbach (1988).
- Concours d’opérettes de la ville du Thor, organisé par Raymond Duffaut (en 1988), avec Jean-Michel Damase, Nicole Broissin, Christian Borel, Gérard Boireau, Paul Ethuin, Andréa Guiot, Henri Bedex...